# Flesh (A Split-Second)
Flesh is een Engelstalig nummer van de Belgische band A Split-Second. De single kwam uit in 1986 en bevatte geen B-kant. Datzelfde jaar verscheen het nummer op de ep Burn Out.
DJ Frank De Rudder, werkzaam als freelance in oa Club 55 en Fash in Gent en Garage en DNA in Brussel,  resident Scala en Free Blankenberge besloot de 45 T te draaien op 33 1/3 toeren met de pitch-control op +8, met als gevolg dat de plaat een echte floorfiller werd in de New Beat-scene !
In 2002 bracht Paul Oakenfold een progressive-trance-remix van Flesh uit.

## Meewerkende artiesten
- Muzikanten:
  - Marc Ickx
  - Peter Bonne